# Oș
Oș (în kîrgîză Ош; în uzbecă O‘sh) este al doilea cel mai mare oraș din Kârgâzstan localizat în Valea Fergana din sudul țării și denumită de obicei capitala sudului. Este cel mai vechi oraș din țară (având mai mult de 3000 de ani vechime) și a servit ca centru administrativ al Regiunii Oș din 1939. Orașul are o populație amestecată etnic de 281.900 de oameni după recensământul din 2017 fiind compusă din uzbeci, kîrgîzi, ruși, tadjici și alte grupuri etnice mai mici. Este la aproape 5 km depărtare de granița cu Uzbekistan.

## General
Oș are un bazar în aer liber important care se află în același loc de 2000 de ani, și a fost o piață majoră de-a lungul Drumului Mătăsii. Baza industrială a orașului stabilită în timpul perioadei sovietice s-a prăbușit după „despărțirea” de Uniunea Sovietică și doar de curând a început să renască.

## Administrație
Orașul Oș (Ош шаар - Osh shaar) se întinde pe 182,5 km pătrați și precum orașul capitală Bișkek, este administrat separat și nu ca făcând parte din vreo regiune deși este în centrul Regiunii Oș. În afară de oraș, 11 sate sunt administrate de oraș: Almalyk, Arek, Gulbaar-Toloykon, Japalak, Kengesh, Kerme-Too, Orke, Pyatiletka, Teeke și părți din Ozgur și Tölöykön.

## Populație
Oș este al doilea cel mai mare oraș din Kârgâzstan după orașul capitală Bișkek. La recensământul din 2009 populația orașului număra 258,111 din care 25,925 locuiau în cele 11 sate care sunt administrate de Orașul Oș. Din totalul populației, 57,9% erau uzbeci, 34,2% kirghizi, 2,5% ruși, 2,2% turci, 1,1% tătari și 2,1% alte naționalități. Populația orașului cu suburbiile care înconjoară Districtul Kara-Suu este estimată la aproape 500.000 de locuitori (pentru anul 2012).